# Ефимьево (Богородский район)
Ефи́мьево — село в составе Доскинского сельсовета Богородского района Нижегородской области.
Расположено в 6,5 км к югу от автомобильной трассы Нижний Новгород—Богородск. Железнодорожная станция Ефимьево на линии Нижний Новгород - Металлист.
Первые сведения о селе Ефимьево зафиксированы в 1850-х годах (Топографическая межевая карта Нижегородской губернии, сделанная под руководством А.И. Менде. Издание 1850-х годов). В «Списке населенных мест» Нижегородской губернии по данным за 1859 год значится как владельческое село при речке Ефимьевке в 30 верстах от Нижнего Новгорода. В деревне насчитывалось 110 дворов и проживало 760 человек (375 мужчин и 385 женщин). Была православная церковь.
До революции — имение генерала Павла Липранди, героя Крымской войны, отпустившего всех своих крестьян на волю.
В 500 метрах к северу от села — искусственное озеро Ефимьевское (Бурцевское), популярное место отдыха.